# Ragù

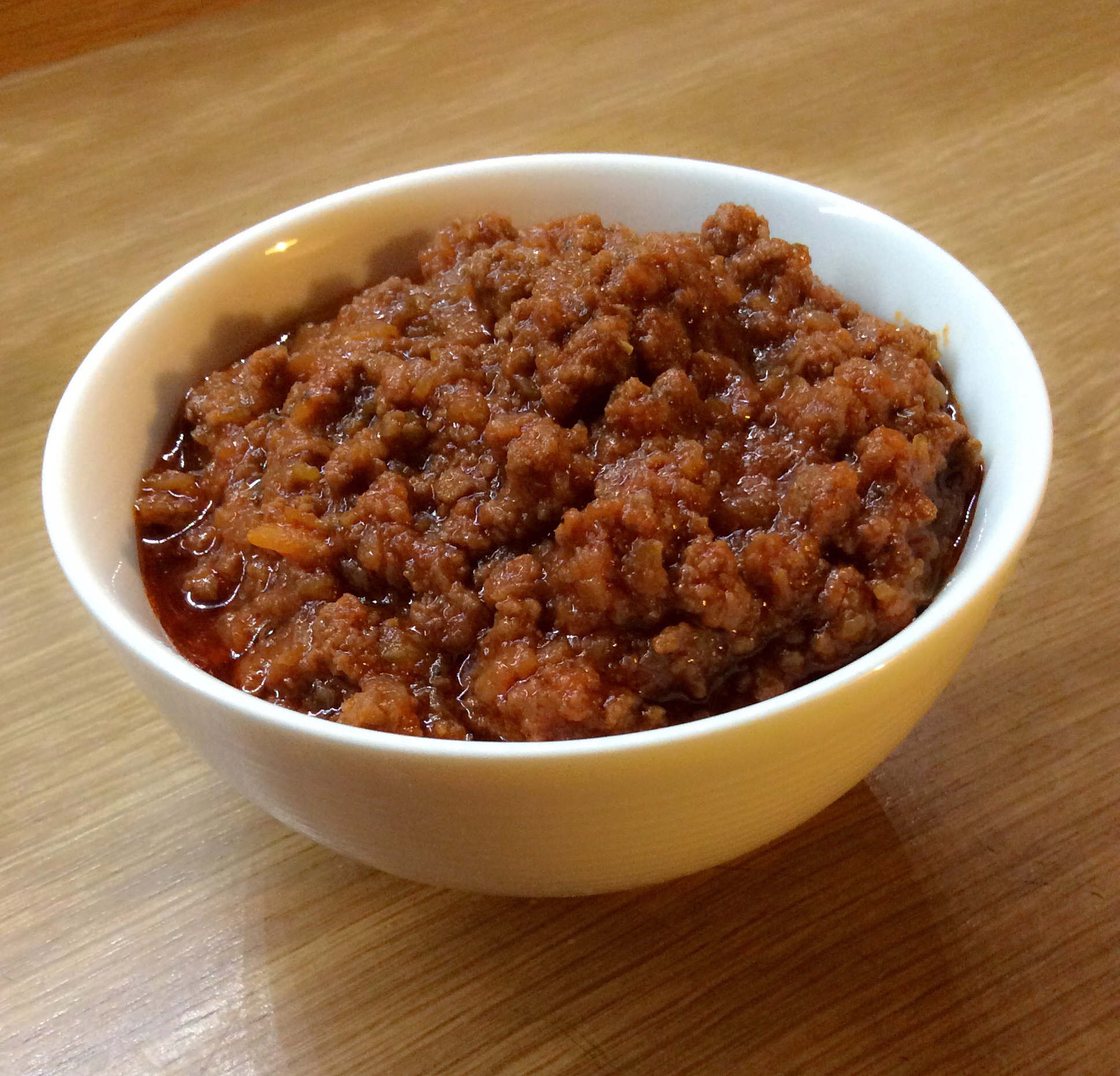
Ragù alla bolognese

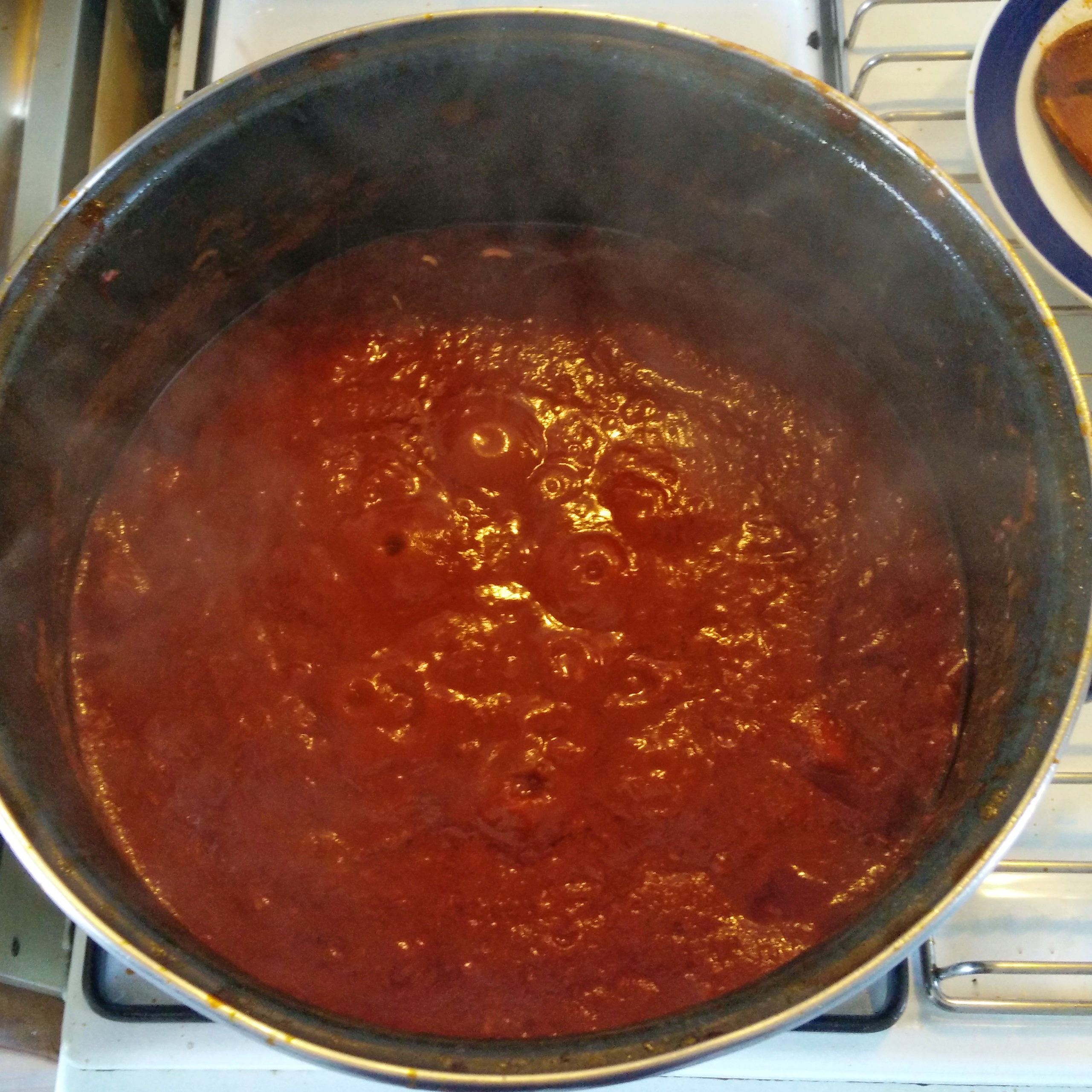
Ragù alla napoletana, das Fleisch wird entnommen, das eigentliche Ragù Napoletano ist die Sauce

Ragù (it. [raˈɡu]) ist eine auf Fleisch basierende Sauce der italienischen Küche, die traditionell mit Pasta serviert wird. Die Palette der Ragù reicht von dicklichen Hackfleischsaucen bis zu Saucen mit großen Fleischstücken, die nach der Zubereitung teils als gesonderte Mahlzeit gereicht werden. Meist stellen Tomaten das hauptsächliche Würzmittel und bestimmen die Farbe, es gibt aber auch sogenanntes weißes Ragù ohne Tomaten. Neben Fleisch vom Rind oder Schwein kommen auch Wild, Geflügel, Fisch oder andere Fleischsorten ins Ragù.
Ragù alla bolognese und Ragù napoletano sind die bekanntesten Vertreter dieser Sauce. Es sind mittlerweile mehrere lokale Rezepte bei der Accademia Italiana della Cucina registriert, die das kulinarische Erbe Italiens bewahren möchte.

## Definition
In der italienischen Küche steht Ragù nach der Definition der Accademia Italiana della Cucina für verschiedene Rezepte, die alle auf einer Sauce mit gekochtem Fleisch beruhen. Laut der italienischen Enzyklopädie Treccani ist Ragù eine Fleischsauce aus unterschiedlichen Fleischsorten für Pasta asciutta oder im Ofen gebackene Pasta, die sich durch ihre lange Kochzeit auszeichnet.
Dabei lassen sich zwei grundlegende Typen von Ragù unterscheiden: Ragù mit Hackfleisch auf der einen Seite sowie Ragù mit ganzen Fleischstücken auf der anderen Seite. Das bekannteste Hackfleisch-Ragù ist das nach der Provinz Bologna benannte Ragù alla bolognese. Ragù mit ganzen Fleischstücken sind besonders in den süditalienischen Regionalküchen beliebt, wobei das nach der Stadt Neapel benannte Ragù napoletano die wohl bekannteste Variante dieser Art ist.
Von Nord nach Süd variieren die Rezepte, mal mit Butter mal mit Olivenöl zubereitet – gemeinsam ist allen, dass es sich um Fleisch in einer tomatenbasierten Sauce handelt, die auch Wein, Brühe und Milch enthalten kann. Das Hinzufügen von Milch ist insbesondere aus der italienischen Region Emilia-Romagna belegt, kommt hingegen im Süden des Landes so gut wie gar nicht vor.
Alle Ragù-Arten werden in Italien in der Regel vor dem Auftragen mit der gekochten Pasta vermengt, in eine Servierschüssel gefüllt und mit geriebenem oder geraspeltem Käse bestreut. Im Norden dominiert Parmesankäse, im Süden Pecorino vom Schaf. Zuweilen wird eine weitere nur mit Ragù gefüllte Schüssel auf den Tisch gestellt, aus der sich die Essenden zusätzlich bedienen können.
Eine vor allem in den Vereinigten Staaten von Amerika verbreitete Fertigsauce wird unter der Marke Ragú vermarktet. Anders als das originale Ragù aus Bologna, dessen Hauptanteil Fleisch ist und das Tomatensauce als Würzung enthält, sind das Konservenprodukt Ragú und vergleichbare US-Erzeugnisse Tomatenzubereitungen mit einem geringen Fleischanteil.

## Varianten und Beilagen
Die Bezeichnung il ragù wurde in Italien auch auf Fischgerichte ausgeweitet, die in Tomaten-Wein-Sauce geschmort werden. Im 21. Jahrhundert kam das ragù bianco auf, ein helles Ragù ohne Tomaten. Als Ragù werden zudem auch vegane Varianten bezeichnet, wie das ragù di lenticchie, bei der Linsen anstelle von Fleisch verwendet werden.
Die verschiedenen Ragù werden in den meisten Fällen zu Pasta gereicht, wobei in der Regionalküche bestimmte Pastasorten bevorzugt werden. So wird ragù bolognese traditionell mit Eiernudeln aus Weichweizen, ragù napoletano dagegen mit Pasta in Röhrenform aus Hartweizengrieß kombiniert. In einigen italienischen Regionalküchen gibt es zudem Ragù, die mit Reis oder in Oberitalien mit Polenta angerichtet werden. Beim römischen Supplì oder den Arancini der sizilianischen Küche dient Ragù als Füllung.

## Geschichte

### Etymologie
Die italienische Bezeichnung ragù entstand im 17. Jahrhundert aus dem französischen Begriff ragoût, ihre Anwendung auf Nudelsaucen ist seit 1750 schriftlich nachweisbar. In der italienischen Umgangssprache überschneidet sie sich teilweise mit der Bezeichnung sugo al carne („Fleischsauce“). Als in der Zeit des Faschismus nicht-italienische Ausdrücke aus der Sprache verbannt werden sollten, mutierte ragù offiziell zu ragutto, ein Wort, das sich im Alltag allerdings nicht durchsetzen konnte und heute nahezu vergessen ist.

### Ursprünge und Entwicklungen

Das Kochbuch von Pellegrino Artusi machte die Hackfleischsauce alla bolognese weltweit bekannt

Bereits im 18. Jahrhundert waren zahlreiche Ragù-Zubereitungen bekannt. In dem Kochbuch Il cuoco galante („Der galante Koch“) von 1773, mit dem der italienische Koch Vincenzo Corrado (1736–1836) sich auf internationaler Ebene für die neapolitanische Küche und gegen die französische einsetzte, sind eine ganze Reihe kurzer Ragù-Rezepte enthalten. Der italienische Koch Francesco Leonardi (* um 1730) bot in seinem Buch L’apicio moderno von 1790 rund 70 Rezepte an, von denen jedoch keines der modernen neapolitanischen Nudelsauce ähnelte. Viele Rezepte waren Übersetzungen französischer Ragoût-Rezepte, andere waren italienische Gemüseeintöpfe. Er adaptierte beispielsweise 1790 ein Ragout von Flusskrebsen aus einem französischen Rezept, das 1755 im höfischen Kochbuch Les soupers de la cour veröffentlicht worden war. Leonardi, der unter anderem am Zarenhof Katharinas der Großen tätig war, sammelte Rezepte aus ganz Europa, u. a. Ragù di gamberi alla tedesca („Krebsragout nach deutscher Art“). Leonardi war es, der wie Corrado den Gerichten Tomaten hinzufügte, aber nun zusammen mit Pasta.
Das erste Rezept für Maccheroni alla bolognese veröffentlichte 1891 der italienische Feinschmecker Pellegrino Artusi in seinem Kochbuch La scienza in cucina e l’arte di mangiar bene. Das Rezept stammt vermutlich aus den 1850er Jahren, in denen er einige Zeit in Bologna verbrachte. Ihm ist zu verdanken, dass die lokale Hackfleischsauce alla bolognese weltweit bekannt wurde. Neuere Studien betonen alle die grundlegende Rolle von Artusis La scienza in cucina sowohl bei der Etablierung des Ernährungs- und Kochkodex der neuen italienischen Mittelschicht als auch bei der Emanzipation von der elitären französisch orientierten Küche zu einer Zeit, als Kochbücher nicht mehr nur an Berufsköche, sondern auch an Hausfrauen adressiert wurden.
Immigranten aus Neapel waren die Wegbereiter der amerikanischen Form des Bologneser Ragù als Fleisch-Tomaten-Sauce. In der amerikanischen Zeitschrift Good Housekeeping erschien in den frühen 1880er Jahren ein Rezept für ein Ragù aus ganzen Fleischstücken, gekocht in Wasser mit Tomatenmark und Butter. Der Autor empfahl, die Sauce acht Stunden zu kochen und zu Spaghetti zu servieren.
Berühmt wurde das Fleischragù auch durch Darstellungen in populären Filmen wie Der Pate (1972), in dem ein Protagonist lernt, ein dickes Ragù mit Wurst und Fleischbällchen zuzubereiten. Eine ähnliche Filmszene ist in Goodfellas (1990) enthalten und zeigt die italienisch-amerikanischen Protagonisten, die im Gefängnis ein Ragù mit Kalb-, Rind- und Schweinefleisch kochen.
Der italienisch-amerikanische Koch Dante de Magistris, versuchte 2011 mit seinem „Ultimate Ragu [sic] alla Bolognese“ das Ragù in Amerika zu re-italianisieren. Ein Rezept mit verschiedenen Fleischsorten (Rind, Schwein, Kalb, Hühnerleber, Pancetta und Mortadella), aber ohne Molkereiprodukte habe er in Bologna gelernt. Der Fokus liegt auf viel Fleisch und nur wenig Tomaten(paste) kombiniert mit der passenden Pasta, nämlich Pappardelle.

### Industrielles Fertigprodukt

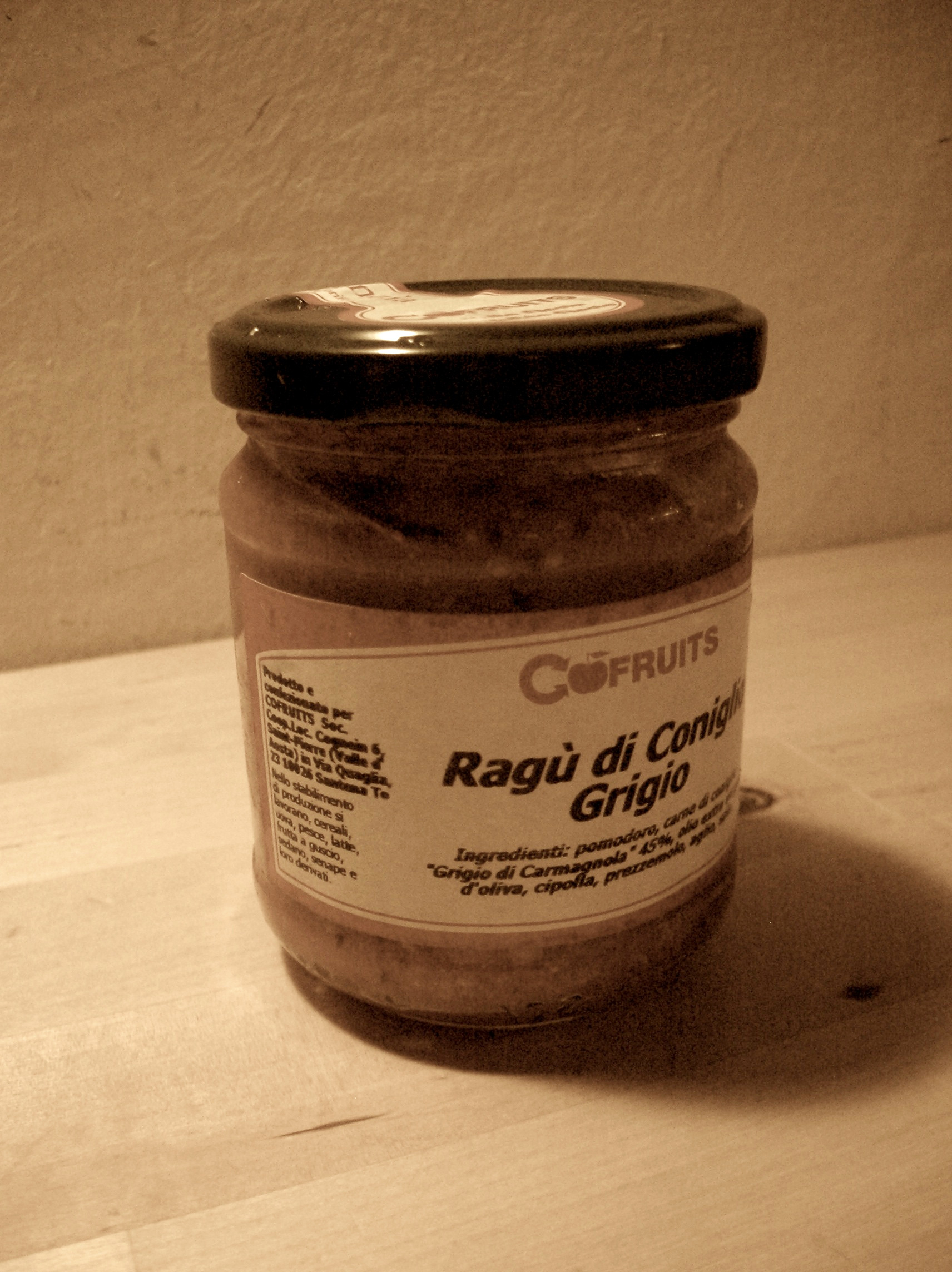
Ragù di coniglio grigio di Carmagnola (Ragù vom Carmagnola-Kaninchen, einer seltenen Rasse) als Fertigprodukt im Glas

Immer mehr wird auf kommerzielle Tomatensaucen zugegriffen. In den USA wurde aus Ragù, dem einstigen italienischen Werktagsessen, ein Sonntagsessen für Familien. Die beliebteste kommerzielle Pastasauce in den USA ist derzeit (Stand 2014) Ragú Old World des Herstellers Ragú. Diese Ragú-Sauce „Old World Style“ ist eine süße, glatte Tomatensauce, die erstmals 1937 in Rochester hergestellt und als Marke eingetragen wurde, erfunden von zwei italienischen Immigranten, die zwar aus Bisticci (Toskana) in die USA gekommen waren, aber die Bekanntheit des Gerichts aus Bologna als Werbeschlager zu nutzen wussten.
Ende der 1960er Jahre hatten amerikanische Unternehmen begonnen ihr Werbeprogramm für Spaghetti-Saucen im Einweckglas unter dem Slogan “That’s Italian” massiv voranzutreiben, was den Absatz stark anwachsen ließ. 1969 wurden bereits vier verschiedene Spaghettisaucen angeboten.
Das erste Fertigragù wurde in Italien in den 1960er Jahren von der Firma Star auf den Markt gebracht. Als „Gran Ragù Star“ war es noch in den 2000er Jahren Marktführer unter den Fertigragù.
Bis in die 1970er Jahre spielten industrielle Fertigsughi allerdings keine größere Rolle am italienischen Lebensmittelmarkt. Aufgrund veränderter Lebensgewohnheiten hat ihre Bedeutung aber seitdem stark zugenommen. Die Zeitersparnis bei der Zubereitung dieser Convenience-Lebensmittel fällt bei den zeitaufwendigen Ragù dabei besonders ins Gewicht. Zwischen 2000 und 2001 waren Fertigsughi bereits in 45 % der italienischen Haushalte anzutreffen, 2011 war der Anteil auf 55 % angestiegen. Der Absatz von Fertigsughi konzentriert sich in Italien insbesondere auf den Nordwesten des Landes. Etwa 57 % des gesamten Absatzes wurden dort umgesetzt. In Süditalien spielen Fertigsughi nach wie vor nur eine untergeordnete Rolle. Marktführer sind in Italien die Hersteller Barilla und Star, die zusammen einen Marktanteil von über 54 % haben.

## Wirtschaftliche Bedeutung
Der italienische Markt für Fertigsaucen wird von den Tomatensaucen dominiert, die 2011 einen Marktanteil von 74 % im Einzelhandel hatten. An zweiter Stelle lag Pesto mit 23 % Marktanteil, während sich die übrigen Fertigsaucen, darunter die Fleischragù, den restlichen Markt aufteilten. 2020 erzielten Fertigsaucen einen Umsatz von 354 Millionen Euro in Italien.
Fertige Ragù werden von zahlreichen Herstellern angeboten und unterscheiden sich im unterschiedlichen Fleischanteil der Produkte. Laut einem im Dezember 2018 von der italienischen Verbraucherschutzorganisation Altroconsumo durchgeführten Test von 104 Fertigsaucen, bei dem von 24 Ragù auch fünf Fleischragù alla bolognese ausgewertet wurden, wurden Fleischanteile zwischen 20 und 65 % festgestellt. Für die Herstellung wurde Schweinefleisch, Rindfleisch oder ein Mix von beiden verwendet.
Neben industriell fertiggestellten Ragù haben in jüngerer Zeit auch kleinere, handwerklich hergestellte Ragù ihren Einzug auf den italienischen Markt gehalten. Letztere unterscheiden sich in der sorgfältigen Auswahl der Zutaten und verzichten weitgehend auf Zusatzstoffe, wie beispielsweise Geschmacksverstärker. Letztere dienen herkömmlicherweise dazu, den Geschmack von qualitativ schlechteren Zutaten zu überdecken und/oder die Menge von teureren Zutaten zu reduzieren. Zutaten, Zusatzstoffe und ungenaue Angaben bei der Etikettierung werden generell als kritische Punkte von Fertigsughi angesehen.

### Ragù als Italian-Sounding Produkt

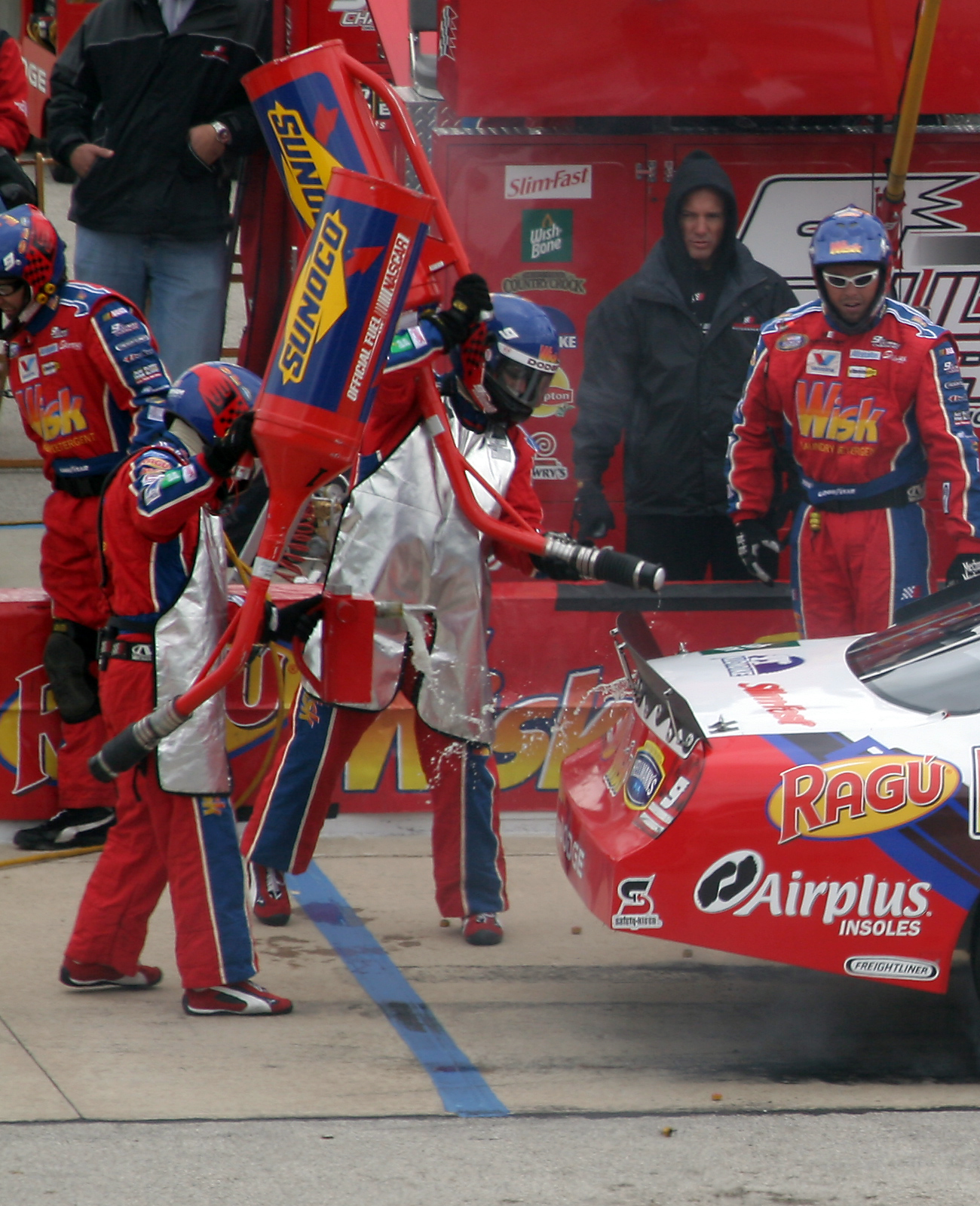
Marke Ragú als Sponsor bei einem NASCAR-Autorennen

Ragù zählt zu den sogenannten „Italian-sounding“ (italienisch klingenden) Produkten, einer Marketingstrategie, die zur Absatzsteigerung eingesetzt wird. Ihre Namen täuschen einen Bezug zur weltweit renommierten italienischen Küche vor, obwohl das so bezeichnete Produkt nicht in Italien hergestellt und wenig oder gar nichts mit dem gleichnamigen oder ähnlich lautenden Produkt der italienischen Küchentradition zu tun hat.
Zu den besonders vom Phänomen des Italian-Sounding betroffenen Produkten gehören Pastasaucen jeglicher Art, darunter das Ragù. In Nordamerika, Vereinigte Staaten und Kanada, besaßen Italian-sounding-Saucen im Jahr 2012 beispielsweise einen Marktanteil von 97 %. In den beiden Ländern wurde im gleichen Zeitraum 24 Milliarden Euro mit Italian-sounding-Produkten umgesetzt, während es in Europa 16 Milliarden Euro waren. Zwischen 2020 und 2021 wurden weltweit über 100 Milliarden Euro mit vermeintlich italienischen Lebensmitteln umgesetzt, während Italien Lebensmittel für 43 Milliarden Euro exportierte. Zwei von drei weltweit verkauften Italian-sounding-Produkten wurden nicht in Italien hergestellt. Etwa 300.000 Arbeitsplätze gingen in Italien durch diese Produkte verloren.
Zu den von der Accademia Italiana della Cucina als „kulinarische Fälschungen“ bezeichneten Speisen gehört insbesondere das weltweit verbreitete Ragù bolognese. Nur in den seltensten Fällen versteckt sich hinter dem italienischen Namen auch nur ansatzweise das Original-Ragù. Zum Teil werden andere Fleischsorten verarbeitet, teilweise sogar vollständig auf Fleisch verzichtet.
Aufsehen erregte in Italien in diesem Zusammenhang der Verkauf der in den USA hergestellten Pastasauce der Marke „Ragú“, die 1987 von dem multinationalen Konzern Unilever aufgekauft und 2014 für über 2 Milliarden Euro von Unilever an das japanische Unternehmen Mizkan verkauft wurde.

## Ragù der Regionalküchen
Die verschiedenen italienischen Regionalküchen bieten eine Vielzahl von Ragù, deren Vielfalt auch wegen zum Teil lokal abweichender Rezepte schwer überschaubar ist. Allein der Autor Allan Bay zählt in seinem Buch über Saucen und Ragù über 130 Ragù auf. Dabei gibt es Ragù, die wenig mit den beiden Grundtypen bolognese oder napoletano gemeinsam haben. In einigen Fällen wird dabei sogar vollständig auf die Hauptzutaten Fleisch oder Tomaten verzichtet. Der folgende Abschnitt soll nur einen Einblick in die Vielfalt der Ragù der Regionalküchen bieten und kann deshalb keinen Anspruch auf Vollständigkeit erheben.

### Nord- und Mittelitalien

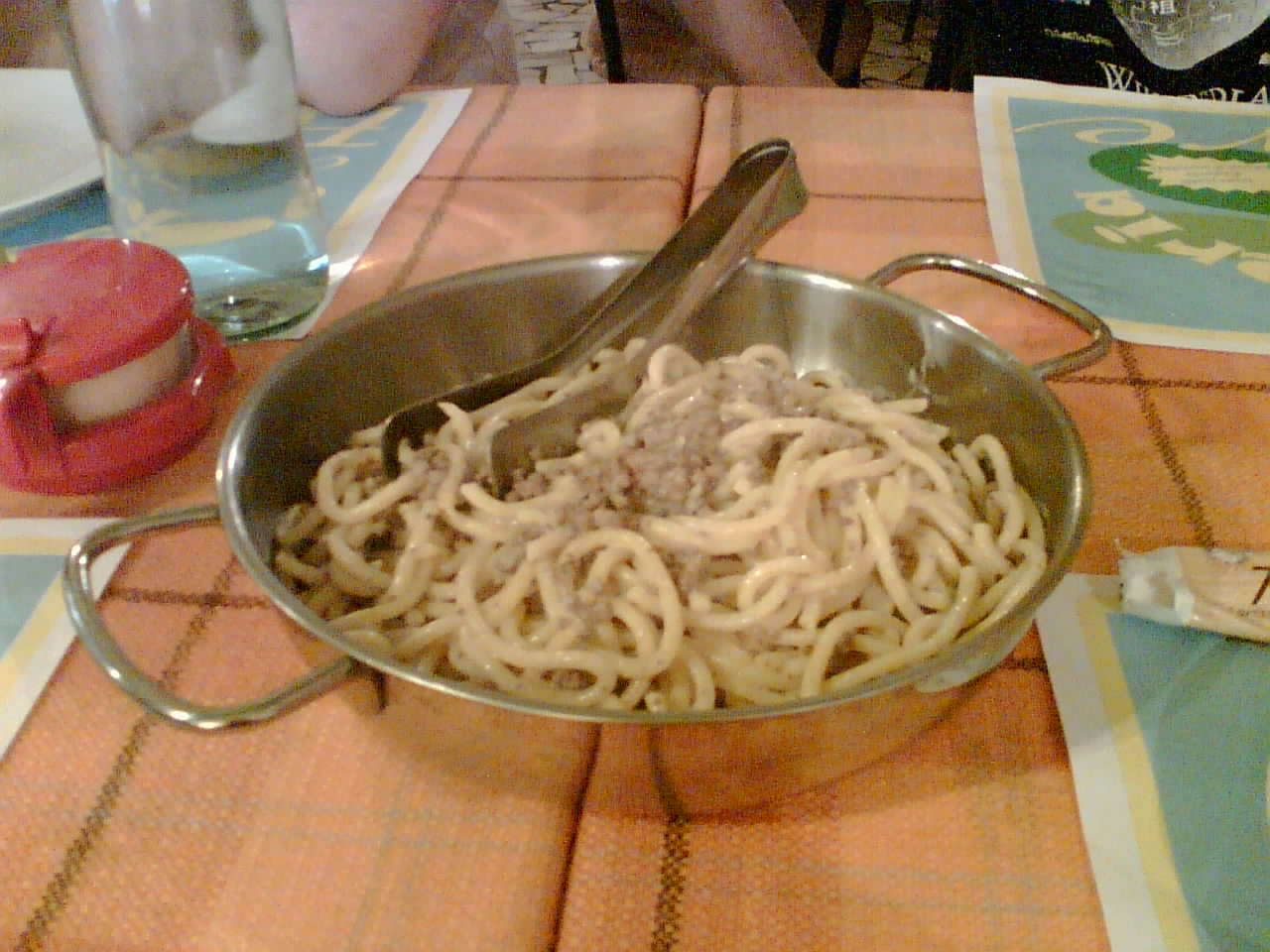
Bigoli mit Entenragù

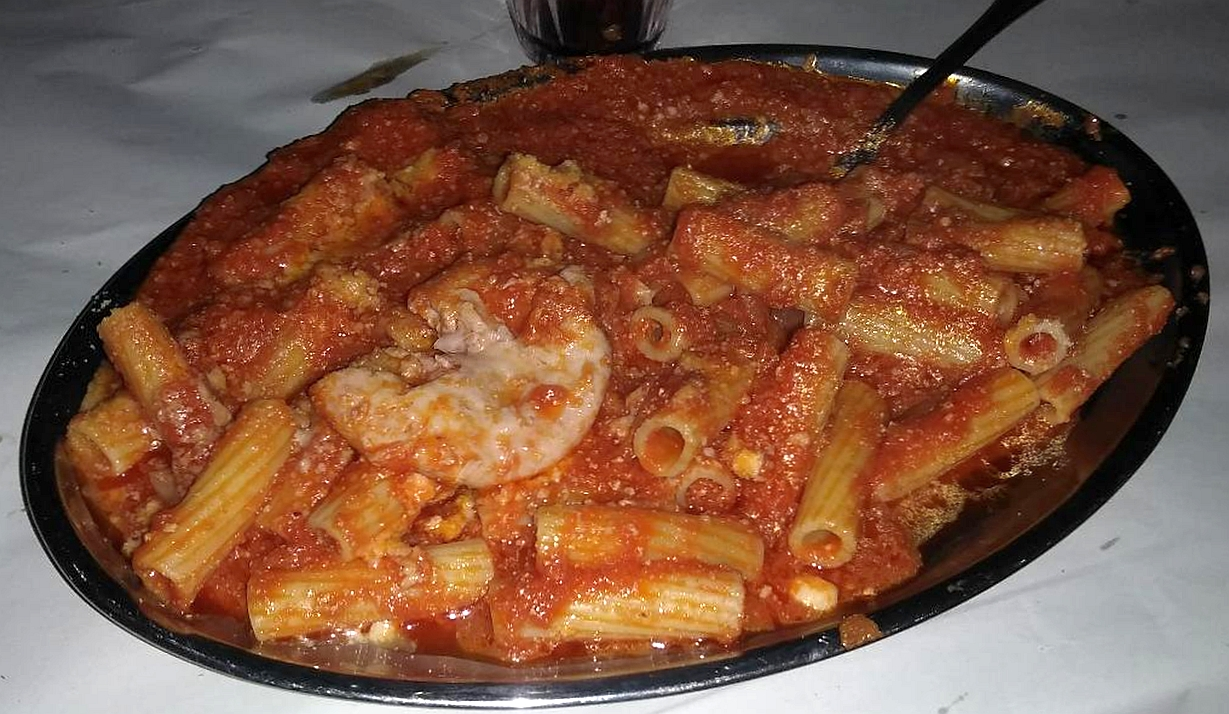
Rigatoni con la pajata

Das emilianische Ragù alla bolognese (Ragù bolognese) sowie die meisten Ragù für Pasta asciutta in Norditalien basieren auf fein gehacktem oder gemahlenem Fleisch; es ist eine klassische Sauce zu Tagliatelle und die am häufigsten zubereitete in Italien. Sie wird traditionell mehrere Stunden sehr langsam gekocht. Außerhalb von Italien wird die Sauce meist auf Spaghetti („Spaghetti bolognese“) serviert. In der benachbarten Romagna gibt es Ragù mit Salsiccia und Erbsen (it. Ragù di salsiccia e piselli). Eine Spezialität der Romagna sind Ragù mit Wildgemüse (it. Ragù di stridoli), dazu werden unter anderem Hopfenkeimlinge verwendet. Aus der bäuerlichen stark saisonabhängigen Kultur der Emilia-Romagna stammt das „weiße“ Ragù di cipolla, prosciutto e piselli. Es wird traditionell im Frühjahr mit frischen Zwiebeln, Erbsen und Schinken zubereitet. Der bäuerliche Ursprung der emilianisch-romagnolischen Küche wird auch durch den häufigen Gebrauch von Geflügel und Geflügelinnereien für Ragù unterstrichen. Im waldreichen tosko-emilianischen Apennin kommen Pilze ins Ragù, das unter anderem mit Lardo, Pancetta und Prosciutto crudo zubereitet wird. In Ferrara mit seiner bedeutenden jüdischen Gemeinde entstanden ganz eigene Ragù. Anstelle von Schweinefleisch wurde dort Gänsesalami zusammen mit Rosinen und Pinienkernen zu Ragù verarbeitet. Auch das Ragù delicato mit Kalbfleisch und Gänseleber entstammt diesem Kulturbereich. Das romagnolische „verrückte Ragù“ (Ragù matto) wird mit Bohnensamen als Rindfleischersatz zubereitet.
Im Piemont mit seinen ehemaligen Jagdrevieren der Savoyer spielen traditionell Ragù aus Wildbret, Wildschwein, Reh, Hase und Hirsch eine gewichtige Rolle. Ragù aus Kalbs- oder Lammbries (Ragù d’animelle di vitello o agnello) stellen eine weitere Besonderheit der piemontesischen Küche dar. Eine Spezialität ist das Ragù di fegatini, das auch in anderen Regionen anzutreffen ist. Es wird mit Geflügelleber, in der Regel vom Huhn, zubereitet.
Ragù di verzino ist eine Spezialität der lombardischen Küche aus Cremona, bei der das Ragù anstelle von Fleisch mit ganzen Salsicce von der Sorte Verzino zubereitet wird. Bei Ragù nach Mailänder Art (Ragù alla milanese) wird das gleiche Fleisch wie bei Ossobuco, allerdings ohne Knochen und in Stücke geschnitten, verwendet. Zu den besonderen lombardischen Ragù gehören das rund um Bergamo verbreitete Ragù di coniglio bianco, ein weißes Ragù, zubereitet mit dem Fleisch vom Hauskaninchen, das zu Polenta serviert wird. Aus Lodi stammt das Ragò de massöle, für dessen Zubereitung der Kaumagen vom Huhn verwendet und das zu Risotto gereicht wird. In den Reisanbaugebieten der Lombardei gibt es ein Ragù, das mit Schleien und Erbsen (Ragù di tinca e piselli) zubereitet und ebenfalls mit Reis serviert wird.
In Venetien gilt in der Provinz Verona Ragù mit Pferde- oder Eselfleisch, etwa mit Bigoli, als Spezialität. In der Provinz Vicenza werden Bigoli traditionell mit Entenragù und in der Provinz Padua mit Ragù aus Hühnerklein (it. Ragù di rigaglie) gereicht.
In Ligurien wird Fleischragù als Tocco di carne, Tocco alla genovese oder im Dialekt als Tucco bezeichnet. Es wird wie Ragù napoletano aus ganzen Fleischstücken vom Rind oder Kalb gekocht.
In den Marken sind die Bezeichnungen Ragù und Sugo gleichgestellt. Sugo di cacciagione da penna wird unter anderem aus Fleisch vom Fasan, Rebhuhn und Ringeltaube zubereitet und mit Pappardelle gereicht. Es war einst dem Adel vorbehalten. In den Marken, der Toskana und in Umbrien wird teils Wildbret wie Enten-, Hasen- oder Wildschweinfleisch für Ragù verwendet. In Umbrien sind auch Fleischragù mit Erbsen häufig anzutreffen. Aus der Toskana stammt das Ragù finto, ein „vorgetäuschtes“ oder „falsches Ragù“, das ohne Fleisch und nur mit Gemüse zubereitet wird.
In der Gegend um Rom wird gepökeltes Fleisch für das Ragù gewählt. Zu den Klassikern der römischen Küche gehört der Sugo Garofolato, benannt nach der intensiven Würze mit Gewürznelken, im römischen Dialekt als chiodi di garofolo bezeichnet. Für Garofolato werden mit Lardo umwickelte Rindfleischstücke verwendet. Als Variante kann Ochsenfleisch, in der Ciociaria auch Lammfleisch benutzt werden. Garofolato wird mit Fettuccine, Rigatoni oder Reis gereicht. Zu den traditionellen römischen Fleischsaucen gehört die Pagliata, im Dialekt Pajata, die für Rigatoni con la pajata zubereitet wird. Sie besteht aus Rinder-, Kalbs- oder Lammdarm, der noch Chymus enthält. Eine in Rom ebenfalls beliebte Spezialität ist eine aus Rinderschwanzstücken gemachte Sauce mit dem Namen Sugo di coda alla vaccinara. Die Kochzeiten für diese Sauce liegen zwischen fünf und sechs Stunden.

### Süditalien und Inseln

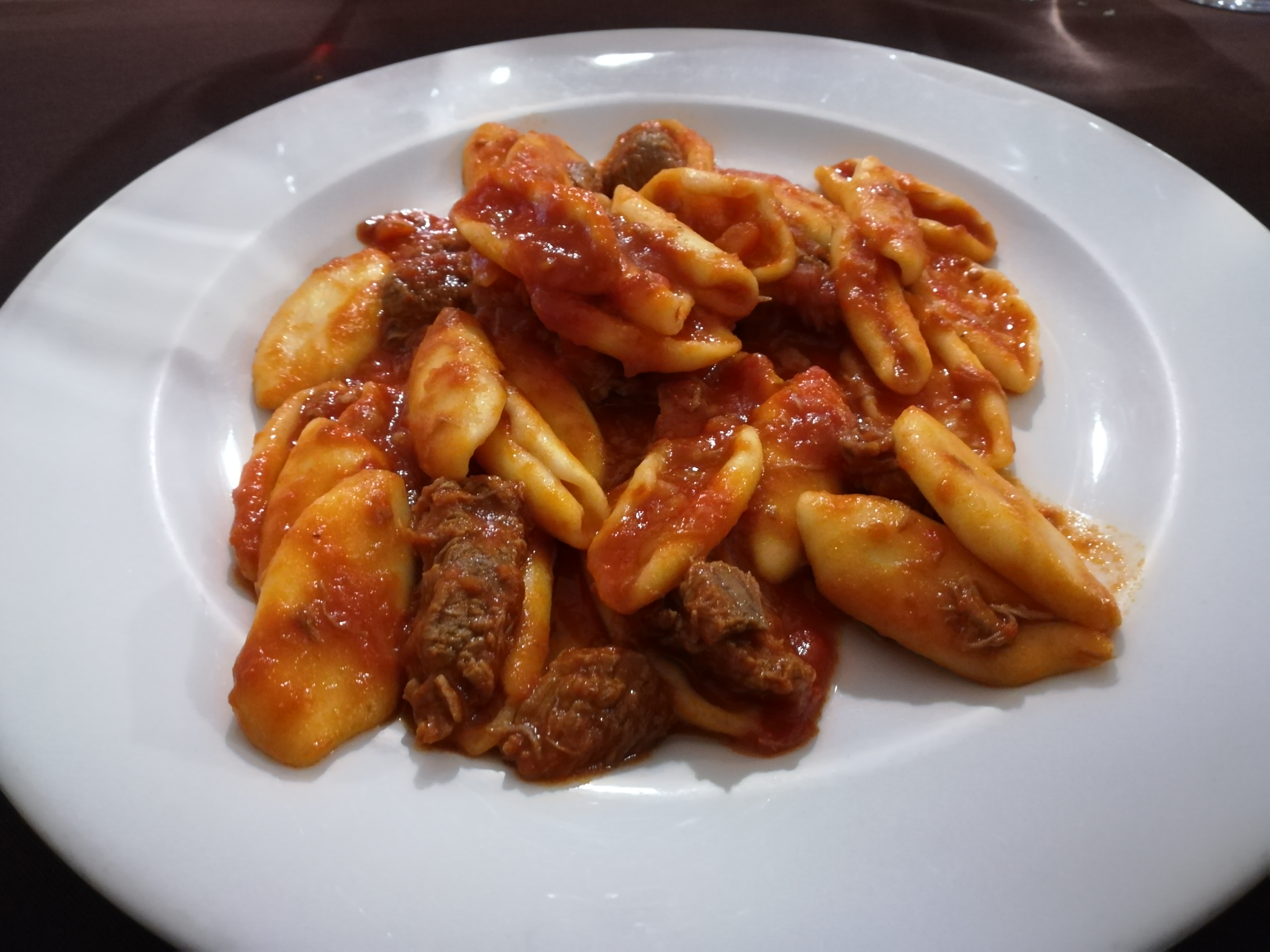
Strascinati mit Ragù alla potentina

Für das Ragù napoletano (auf neapolitanisch O Raù, „das Ragù“) und andere süditalienische Ragù, wie das Ragù alla potentina oder ’Ndruppeche (Basilikata) oder Ragù calabrese, werden große Stücke Fleisch, Würste und andere Zutaten (Schweinerippchen, Fleischklößchen) hinzugefügt, mehrere Stunden langsam in Tomatensauce gekocht, bis es die typische Sämigkeit erreicht. Die Tomatensauce wird klassisch zu Maccheroni oder Ziti als erster Gang gereicht, während das Fleisch aus der Sauce als zweiter Gang allein oder mit Gemüse gegessen werden kann.
Wie in anderen Regionen auch, wird in den Abruzzen zwischen Fest- und Alltagsküche unterschieden. Die Ragù der Alltagsküche zeichnen sich durch ihre einfache und schnelle Zubereitung aus. Für die Zubereitung von Sugo finto werden in den Abruzzen anstelle von Fleisch aromatische, saisonabhängige Kräuter verwendet. Die Accademia Italiana della Cucina verzeichnet als Ragù abruzzese eine Variante mit groß geschnittenen Fleischstücken vom Schwein, Kalb und Hammel, der als Besonderheit Brennnesselblätter hinzugefügt werden. Auf Hammelfleisch beruht auch das Ragù di castrato sowie auf Schaffleisch das Ragù di pecora, das in der Marsica zu Gnocchi gereicht wird. Eine Spezialität der Abruzzen ist Sugo di Ciavarra, ein Ragù, das mit dem besonders schmackhaften Fleisch von unfruchtbaren Ziegen zubereitet wird. An der Adriaküste gibt es eine aus Oktopus gemachte Sauce (Sugo di polpo in purgatorio).
In der Region Molise kommt, wie in den benachbarten Abruzzen, normalerweise Schweinefleisch und Lamm ins Ragù, gewürzt mit Rosmarin und serviert mit Pasta, welche mit einem Chitarra-Pastaschneider hergestellt wird, einem Rahmen mit aufgespannten Drähten wie Saiten. An der rauen, kantigen Oberfläche der Chitarra-Nudeln bleibt die Sauce gut hängen. Unter einem einfachen Ragù (Ragù semplice) versteht man in Molise ein Ragù, das mit wenigen Zutaten auskommt. Es wird mit Knorpeln vom Kalb und Knochen mit Knochenmark zubereitet. In der Region in zahlreichen Varianten verbreitet ist ein Ragù aus Leberwürsten (Ragù di salsiccia di fegato). Weitere Ragù sind das Ragù di lingua di vitello mit Kalbszunge sowie das Ragù alla molisiana, für das drei verschiedene Fleischsorten (Schwein, Kalb, Lamm oder Huhn) verwendet werden. Wie bei vielen Ragù in Süditalien gehen in Molise viele Saucen aus der Hirtenkultur hervor, für deren Zubereitung Lamm-, Hammel-, Ziegen oder Zickleinfleisch verwendet wird.
In Apulien wird bei den Zutaten für Ragù gerne auf Pferdefleisch zurückgegriffen, wie bei dem nach der Stadt Bari benannten Ragù barese. Das Ragù di involtini di carne di cavallo basiert auf Pferdefleischrouladen. Es wird auch als Ragù di brasciole oder braciole bezeichnet und kann auch mit Schweinerouladen zubereitet werden. Als Pilzragù wird Apulien das Ragù di funghi cardoncelli serviert. Anstelle von Fleisch wird es mit dem Braunen Kräuter-Seitling gekocht.
Ragù mit Thunfisch oder Schwertfisch wird in Sizilien und Kalabrien gekocht. Zu den Fischragù zählt auch Sugo di seppia, das mit Sepien zubereitet wird. Das Rezept des nach der sizilianischen Stadt Enna benannten Ragù all’ennese zeichnet sich durch die Verwendung der ungewöhnlichen Zutaten Zimt, Zucker und Bitterschokolade aus. Es wurde wahrscheinlich vom lokalen Adel kreiert, da nur dieser sich die teuren Zutaten Zimt und Schokolade leisten konnte.
Sardisches Ragù basiert auf Lammfleisch oder Salsiccia und wird beispielsweise zu sardischen Gnocchi, den Malloreddus, gereicht. Auch Kombinationen von Lammfleisch und Salsiccia sind möglich.